# Jimmy Carney
James Michael Carney (4 tháng 12 năm 1891 – 1980) là một cầu thủ bóng đá người Anh thi đấu ở Football League cho Glossop North End, Stalybridge Celtic và Newport County.